# Lion Air (Indonesië)
Lion Air of Lion Mentari Airlines is de grootste private luchtvaartmaatschappij van Indonesië. Het hoofdkantoor is gevestigd in Jakarta, Indonesië. Lion Air vliegt naast binnenlandse vluchten ook naar Maleisië, Singapore, Vietnam en Saoedi-Arabië. De thuisbasis is de Internationale luchthaven Soekarno-Hatta, Jakarta.
Lion Air voert lijndienstvluchten uit op een uitgebreid routenet met 60 bestemmingen en een vloot van 111 vliegtuigen. Lion Air staat, samen met Batik Air en Citilink, sinds juni 2016 niet meer op de zwarte lijst van luchtvaartmaatschappijen met een exploitatieverbod voor de EU.

## Geschiedenis
De luchtvaartmaatschappij is opgericht in oktober 1999 en startte op 30 juni 2000 toen het een lijndienst begon tussen Jakarta en Pontianak met een geleasede Boeing 737-200. De maatschappij is volledig in bezit van Rusdi Kirana en zijn familie. Het ligt in de planning om IATA-lid te worden en met dit lidmaatschap de tweede Indonesische maatschappij naast Garuda te worden. Op 13 november 2009 is Lion Air begonnen met twee directe vluchten per week tussen Jakarta en Jeddah in Saoedi-Arabië, uitgevoerd met een Boeing 747-400.

## Diensten
Per december 2009 voerde Lion Air voert lijnvluchten uit naar:

### Binnenland
- Ambon, Balikpapan, Banjarmasin, Batam, Banda Atjeh, Bima, Bengkulu, Denpasar, Fak Fak, Gorontalo, Jambi, Jakarta, Jayapura, Kendari, Kaimana, Kupang, Mataram, Medan, Menado, Nabire, Padang, Palembang, Palu, Pekan Baru, Pontiak, Solo, Sorong, Sumbawa, Surabaya, Semarang, Tahuna, Ternate, Tarakan, Tual, Ujung Pandang, Yogyakarta.

### Buitenland
- Ho Chi Minh Stad, Kuala Lumpur, Penang, Singapore, Jeddah.

## Vloot
Op 26 mei 2005 tekende Lion Air een overeenkomst met Boeing over de aankoop van zo'n 60 moderne Boeing 737's, voor een prijs van $3,9 miljard USD. Deze zouden de bestaande luchtvloot moeten vervangen en voor uitbreiding moeten zorgen. Uiteindelijk bevestigde Lion Air de aankoop van 178 toestellen van het type Boeing 737-900ER.
The Lion Air vloot bestaat uit de volgende vliegtuigen (augustus 2016):
- 3 Airbus A330-300
- 32 Boeing 737-800
- 71 Boeing 737-900
- 2  Boeing 747-400

De vliegtuigen van Lion Air waren in april 2012 gemiddeld 6 jaar oud.
Tot aan 2012 zullen er 144 Boeing 737-900ER’s worden afgeleverd van de in totaal 178 bestelde vliegtuigen. De 737-900ER is het nieuwste lid van de Next Generation 737 familie. Alle andere vliegtuigen inclusief de Boeing 737 Classics family en de McDonnell Douglas/Boeing MD-80 family worden uitgefaseerd om plaats te maken voor de nieuwe 737-900ER en de 737-800. Op 18 maart 2013 werd bekend dat Lion Air een order heeft geplaatst voor 234 toestellen van het type Airbus A320.

## Ongevallen en incidenten
Lion Air heeft sinds zijn oprichting in 1999 meerdere incidenten en ongelukken geregistreerd.
- Op 14 januari 2002 verongelukte Lion Air-vlucht 386, een Boeing 737-200, bij het opstijgen. Het toestel was totalloss.
- Op 30 november 2004 verongelukte Lion Air-vlucht 538, een McDonnell Douglas MD-82, in Surakarta. Hierbij kwamen 25 personen om. Dit is het eerste dodelijke ongeval uit de luchtvaartgeschiedenis van Lion Air.
- Op 4 maart 2006 gleed Lion Air-vlucht 8987, een McDonnell Douglas MD-82, na een landing op Juanda International Airport van de landingsbaan. Er vielen geen doden of gewonden, maar het toestel werd zwaar beschadigd
- Op 24 december 2006 landde Lion Air-vlucht 792, een Boeing 737-400, met een incorrecte welvingsklepconfiguratie. Het vliegtuig kwam te hard op de baan terecht en verloor daarbij het rechter deel van het landingsgestel. Er vielen geen doden of gewonden.
- Op 23 februari 2009 landde Lion air-vlucht 972, een McDonnell Douglas MD-90 zonder uitgeklapt neuswiel op Hang Nadim Batam Airport. Er vielen geen doden of zwaargewonden.
- Op 9 maart 2009 gleed Lion Air-vlucht 793, een McDonnell Douglas MD-90, in een hevige regenbui van de startbaan van Jakarta. Er vielen geen doden of gewonden, maar het toestel raakte zwaar beschadigd. Onderzoek wees een technische fout uit in de linker straalomkering.
- Op 13 december 2009 schoot Lion Air-vlucht 391, een Boeing 737-400, van de landingsbaan bij Pekanbaru, Indonesië na een vlucht vanaf Batam. Er vielen geen doden of gewonden en het vliegtuig werd niet beschadigd.
- Op 2 november 2010 schoot Lion Air-vlucht 712, een Boeing 737-400, van de landingsbaan op Supadio Airport. Het toestel kwam op de buik terecht. Er vielen geen doden of zwaargewonden.
- Op 14 februari 2011 schoot Lion Air-vlucht 392, een Boeing 737-900, van de landingsbaan in Pekanbaru, na een vlucht van Jakarta. Er vielen geen doden of zwaargewonden.
- Op 15 februari 2011 schoot Lion Air-vlucht 295, een Boeing 737-900, van de landingsbaan in Pekanbaru, na een vlucht van Medan. Het vliegtuig kwam 25 meter van de landingsbaan tot een stop. Er vielen geen doden of zwaargewonden.
- Op 23 oktober 2011 schoot Lion Air-vlucht 673, een Boeing 737-900, van de landingsbaan in Balikpapan na een vlucht vanaf Tarakan. Er vielen geen doden of zwaargewonden.
- Op 13 april 2013 kwam Lion Air-vlucht 904 met bestemming de luchthaven van Bali vlak voor de landingsbaan in zee terecht. Totaal raakten 46 mensen gewond bij het ongeval, van wie 4 ernstig.
- Op 29 oktober 2018 stortte Lion Air-vlucht 610, een Boeing 737 MAX 8 onderweg van Jakarta naar Pangkal Pinang, in de Javazee. Aan boord bevonden zich 181 passagiers en 8 bemanningsleden. Alle inzittenden kwamen om het leven.[4]
- Op 16 februari 2019 gleed Lion Air-Vlucht 714 van Jakarta naar Pontianak  bij de landing in hevige regen voorbij de landingsbaan. Er vielen geen gewonden.